# Waldorfbund Österreich
Der Waldorfbund Österreich ist der Zusammenschluss der österreichischen Rudolf-Steiner- und Freien Waldorfschulen. Er ist das österreichische Pendant zum deutschen Bund der Freien Waldorfschulen. Der Waldorfbund hat seinen Sitz in Wien. Die Büroräumlichkeiten befinden sich im Schulgebäude der Rudolf Steiner-Schule Wien-Mauer im 23. Wiener Gemeindebezirk Liesing.

## Selbstverständnis und Aufgabenbereiche
Selbstverständnis und Aufgabenbereiche
- Bündelung von Kreativität und geleisteter innovativer Arbeit der einzelnen Schulen.
- Hilfe und Entlastung der einzelnen Schulen durch Beratungs- und Serviceangebote.
- Interessensvertretung aller Waldorfschulen gegenüber überregionalen gesellschaftspolitischen Institutionen.
- Etablierung der von Lehrern und Eltern geführten pädagogischen Autonomie der einzelnen Schulen als zentrale Voraussetzung zur Erziehung freier Menschen.
- Pädagogische, wirtschaftliche und rechtliche Autonomie soll als Grundprinzip anerkannt werden.
- Förderung und Koordination von Forschung und Weiterbildung im Bereich der Pädagogik und der Selbstverwaltung.
- Austausch mit Vertretern anderer pädagogischer Konzepte.
- Positive Einflussnahme auf die öffentlichen Bildungsdiskussion.
- Weiterentwicklung der Waldorfpädagogik in Österreich im Schnittpunkt von aktuellen Strömungen und der sich wandelnden Anthroposophie.

## Regionale Bemühungen
Im Rahmen der Diskussion um die vollständige Übernahme der Kosten der Wiener Kindergärten durch die Stadt Wien im Jahr 2009 bemühte sich der Waldorfbund gemeinsam mit dem Dachverband der Wiener Privatkindergärten und -horte um eine vollständige Gleichberechtigung von privat und öffentlich geführten Kindergärten. Das in den gemeinsamen Bemühungen aufgegriffene Motto war „Jedes Kind ist uns gleich viel wert“, das eigentlich der Wiener Bürgermeister Michael Häupl in einem Kurier-Interview Anfang März 2009 als Bewerbung seiner Bemühungen um den Gratis-Kindergarten ins Rennen gebracht hatte.
Der Waldorfbund formulierte damals als mittelfristiges Ziel für den Bildungsbereich die Übernahme der Gehaltskosten des Lehrpersonals für die Waldorfschulen durch den österreichischen Bund. Den Bogen vom Gratiskindergarten zu den Privatschulen spannte Mitte März 2009 auch das Nachrichtenmagazin Profil mit dem oben aufgegriffenen Motto in einem Artikel von Peter Michael Lingens, der darin explizit die Waldorfschulen erwähnte.